# Davide X di Cartalia
Davide X Bagration (1482 – 1526) è stato un sovrano georgiano.
Fu re dello stato georgiano di Cartalia dal 1505 al 1525.

## Biografia
Davide era il figlio maggiore di Costantino II, al quale succedette come re di Cartalia nel 1505. Nonostante Costantino avesse riconosciuto l'indipendenza dei regni separatisti georgiani di Imerezia e Cachezia, la rivalità tra queste stati era destinata a continuare durante il regno di Davide, che dovette difendersi dagli attacchi di Alessandro II di Imerezia a ovest e di Giorgio II di Cachezia a est. Nell'agosto 1509, il primo conquistò la città fortificata di Gori e l'angolo nord-occidentale della Cartalia, ma dovette abbandonare a Davide le terre occupate a causa di un'incursione ottomana in Imerezia nel 1510. Un anno dopo, Giorgio di Cachezia invase la Cartalia, con l'intento di catturare il re, ma nonostante l'assedio al castello di Ateni il tentativo fallì.
Nel 1513, Giorgio tentò una seconda invasione, ma venne sconfitto e fatto prigioniero dal fratello minore di Davide, Bagrat I di Mukhrani. Morì in prigionia ed il suo regno fu annesso alla Cartalia. Nel 1518 lo scià persiano Isma'il I dell'appena assurta al potere dinastia safavide, inviò un esercito al comando di Div Sultan Rumlu, a cui si aggiunse il principe georgiano Kvarkvare III Jakeli, atabeg di Meschezia. Gli invasori occuparono Surami e Gori, e Davide dovette fare pace con i Persiani e promettere di pagare un tributo. Nel frattempo, i nobili della Cachezia colsero l'occasione per insediare Leone, figlio del defunto re Giorgio II, come loro re. Davide assediò il castello di Maghrani dove Leone aveva preso posizione, ma presto dovette abbandonare l'assedio quando i turcomanni apparvero di nuovo nelle terre georgiane. Davide dovette riconoscere Leone come re di Cachezia per ottenere il suo sostegno contro gli invasori.
Nel 1522, rifiutò di convertirsi all'Islam come aveva chiesto Ismail I. Seguì una nuova invasione persiana, guidata questa volta personalmente dallo scià. Davide e suo figlio, Luarsab I, gli opposero una fiera resistenza nella Battaglia di Teleti, ma alla fine si trovarono in inferiorità numerica e vennero sconfitti. La capitale del Regno di Cartalia Tbilisi fu presa a tradimento e presidiata da una cospicua forza persiana, facendo cadere per la prima volta la Georgia orientale sotto il dominio safavide. Alla morte di Ismail nel 1524, David liberò Tbilisi ed espulse i Persiani dal paese.
Nel 1525 riconquistò la fortezza di Gagi, nella Cartalia inferiore, e massacrò tutti i turcomanni che si erano colà stabiliti. Lo stesso anno abdicò in favore del fratello minore, Giorgio IX, e si ritirò in un monastero con il nome di Damiane. Davide X morì nel 1526 e fu sepolto nella cattedrale di Svetitskhoveli a Mtskheta.

## Famiglia
Davide, da principe ereditario, sposò in prime nozze Nestan-Darejan o Miraingul, figlia del principe Davide Baratashvili (fl. 1488-1512), ma l'unione fu invalidata dal di lui padre, Costantino II.
Davide sposò in secondo luogo Tamara (morta nel 1554), figlia di Kvarkvare II Jakeli, atabeg di Meschezia. Potrebbe essere stata la madre di tutti i figli di Davide, compreso il primogenito e successore Luarsab I. Vakhushti Bagration riferisce che la madre di Luarsab fu catturata dallo scià Tahmasp I ad Ateni e portata in Iran, dove si suicidò avvelenandosi nel 1556. Secondo Cyril Toumanoff, Nestan-Darejan/Miraingul sarebbe la madre di tre figli di Davide X, Luarsab, Adarnase e Ramaz, e sarebbe stata lei a suicidarsi nel 1556. Egli ritiene che "Tamara" fosse il terzo nome di questa regina, essendo la polionimia non infrequente in Georgia a quel tempo.
Davide X ebbe otto figli:
1. Luarsab I, re di Cartalia;
2. Adarnase (fl. 1512–1558);
3. Ramaz, principe di Cartalia;
4. Demetrio (fl. 1516–1540);
5. Bezhan, morto di lebbra;
6. figlia anonima (fl. 1519–1560), moglie di Baindur, duca d'Aragvi;
7. figlia anonima (fl. 1532–1534), moglie del principe Javakh Chiladze;
8. figlia anonima.